# Hariulfo di Oudenburg
Hariulfo di Oudenburg (1060 circa – Oudenburg, 16 agosto 1143) è stato un abate francese, noto per essere stato il compilatore del Chronicon centulense, narrante la storia dell'abbazia di Saint-Riquier.

## Biografia
Originario del Ponthieu, forse della stessa Saint-Riquier, entrò in monastero molto giovane, al tempo dell'abbaziato di san Gervino (1045-1075). Fece la propria professione solenne sotto Gervino II; specialmente portato allo studio, ricevette l'incarico di istruire i novizi, e per loro diede avvio alla compilazione della sua cronaca, come dichiara lui stesso.
Il vescovo di Noyon e Tournai, Baudry, lo mandò a chiamare per governare la chiesa di Oudenburg; la scelta fu senza dubbio guidata, oltre che dalla fama di Hariulfo, anche dal fatto che Saint-Riquier deteneva all'epoca un priorato e diversi possedimenti nelle vicinanze. Invano Hariulfo richiese di essere esentato dall'incarico, e nel 1105 dovette lasciare l'abbazia.
Del periodo successivo ci giungono alcune informazioni dalla Piccola cronaca di Oudenburg.
Scrisse una Vita di Arnolfo di Soissons, in tre libri che sottopose nel 1119 al concilio di Soissons, opera che guadagnò a lui e al suo monastero l'attenzione di tutto il concilio, e che diede il via alla canonizzazione di Arnolfo.
Seppe governare con vigore l'abbazia, mai granché dotata di mezzi, anche sul piano temporale, in un periodo in cui le Fiandre si agitavano nella guerra civile: nei pressi di Oudenburg nel 1128 si scontrarono le truppe di Teodorico di Alsazia e Guglielmo Cliton, pretendenti entrambi al titolo di conte delle Fiandre.
Seppe difendere i diritti della sua chiesa di fronte alle pretese dei monaci di Saint-Médard di Soissons, che volevano assoggettarsi Oudenburg come priorato in quanto di loro fondazione; l'abate Gautier di Saint-Médard scrisse a papa Innocenzo II, confidando di ottenerne l'appoggio in quanto, da cardinale al seguito di papa Gelasio II in esilio in Francia, il pontefice aveva presieduto alla consacrazione della nuova chiesa abbaziale di Soissons. Hariulfo, rappresentato come un ribelle e prevaricatore, ricevette una dura reprimenda, ma forte del proprio diritto nel 1141 intraprese un viaggio a Roma dove incontrò Innocenzo; venne allora nominato un collegio arbitrale di cui non si conosce il verdetto, ma quel che è certo è che Oudenburg conservò in seguito la propria indipendenza.
Hariulfo governò l'abbazia per 38 anni, sino alla morte avvenuta il 16 agosto 1143.